# Маршалек, Вальдемар
Вальдемар Маршалек (пол. Waldemar Marszałek; 13 апреля 1942, Варшава — 6 августа 2024) — польский спортсмен, участник гонок на катерах.
Шестикратный чемпион мира: в 1979, 1980, 1981 и 1989 годах в классе O-350 и в 1983 и 1993 годах в классе O-250. Четырёхкратный чемпион Европы: в 1981 и 1996 годах в классе O-350 и в 1990 и 1993 годах в классе O-250. 17 раз занимал второе—третье места на чемпионатах мира и Европы. Победитель Кубка мира в 1990 году и Кубка Европы в 1980 и 1981 году. 33-кратный чемпион Польши.
Депутат совета города Варшавы с 1998 года.
Умер 6 августа 2024 года от сердечно-лёгочной недостаточностью в возрасте 82 лет.
Отец Бартломея и Бернарда, также занимающихся этим спортом.